# Dự luật Đình chỉ hoạt động vi phạm bản quyền trực tuyến
Dự luật Đình chỉ hoạt động vi phạm bản quyền trực tuyến (tiếng Anh: Stop Online Piracy Act, viết tắt tiếng Anh là SOPA), còn được gọi là HR 3261, là một dự luật được đề nghị tại Quốc hội Hoa Kỳ vào năm 2011 nhằm chống lại sự truyền tải trực tuyến những sở hữu trí tuệ được bảo hộ bản quyền và hàng hóa tiêu dùng giả mạo.
Những đề nghị gồm có việc ngăn chặn các hệ thống quảng cáo trực tuyến và dịch vụ thanh lý tiền không được giao dịch với những trang mạng bị tố giác là vi phạm bản quyền, ngăn chặn những công cụ tìm kiếm trực tuyến không được liên kết đến các trang mạng đó, và bắt buộc các nhà cung cấp dịch vụ internet (ISP) ngăn chặn đường dẫn đến các trang mạng này. Dự luật sẽ hình sự hóa việc truyền dẫn những nội dung được bảo vệ tác quyền như thế với mức án cao nhất là 5 năm tù.
Những trang mạng do người sử dụng trực tuyến đưa lên nội dung như YouTube sẽ bị ảnh hưởng nặng nề, và mối lo ngại đã được nói đến là chúng có thể bị đóng cửa nếu như dự luật này trở thành luật.
Những người ủng hộ cho các công ty có doanh thu phụ thuộc nặng nề vào bản quyền tài sản trí tuệ cho rằng luật này sẽ bảo vệ thị trường và ngành công nghệ có liên quan, việc làm, và doanh thu.
Những người phản đối cho rằng luật này sẽ tạo điều kiện cho giới thi hành luật pháp gỡ bỏ toàn bộ một miền internet vì một cái gì đó được đưa vào một blog đơn lẻ. Họ cho rằng toàn bộ một cộng đồng trực tuyến có thể bị trừng phạt vì hành động của một thiểu số nhỏ nhoi. Trong một luật năm 1998, các chủ sở hữu bản quyền bị bắt buộc phải yêu cầu trang mạng đó gỡ bỏ nội dung vi phạm trong vòng một khoảng thời gian nào đó. SOPA sẽ bỏ qua giới hạn an toàn này bằng cách áp đặt trách nhiệm phát giác và tự thi hành lệnh chống vi phạm bản quyền lên trang mạng đó. Tổng thống Hoa Kỳ và một số nghị sĩ nghĩ rằng luật này có thể giết chết sáng kiến. Các đại diện của Hội Thư viện Mỹ cho rằng những sự thay đổi này có thể khuyến khích sự khởi tố hình sự chống các thư viện. Những người phản đối khác thì cho rằng bắt buộc các nhà cung cấp công cụ tìm kiếm trực tuyến xóa bỏ một tên miền sẽ tạo ra một cuộc chạy đua vũ trang trên toàn thế giới về kiểm duyệt internet chưa từng có và vi phạm tu chính án hiến pháp thứ nhất của Hiến pháp Hoa Kỳ.

## Thảo luận tại Quốc hội Hoa Kỳ
Dự luật đã được giới thiệu và mang ra thảo luận biểu quyết trong Hạ viện Hoa Kỳ ngày 26 tháng 10 năm 2011 bởi Chủ tịch Ủy ban tư pháp Hạ viện Hoa Kỳ Lamar Smith (R-TX) và một nhóm lưỡng đảng gồm 12 người ký nháy đồng ủng hộ. Dự luật này mở rộng khả năng thực thi pháp luật Hoa Kỳ và các chủ sở hữu quyền tác giả để chống lại nạn buôn bán trực tuyến có bản quyền sở hữu trí tuệ và hàng giả. Nay ở trước Ủy ban Tư pháp Hạ viện, nó được xây dựng dựa trên Đạo luật PRO-IP tương tự như năm 2008 và tương ứng với dự luật Thượng viện, Dự luật PROTECT IP (Dự luật Bảo vệ quyền sở hữu trí tuệ)
.
Ủy ban Tư pháp Hạ viện Mỹ đã tổ chức phiên điều trần vào ngày 16/11 và 15 tháng 12 năm 2011. Ủy ban dự kiến sẽ tiếp tục tranh luận trong tháng 1 năm 2012.
Dự kiến SOPA sẽ được các nhà lập pháp Hoa Kỳ bỏ phiếu vào đầu năm 2012.

## Nội dung
Dự luật này sẽ cho phép Bộ Tư pháp Hoa Kỳ xin lệnh của tòa án chống lại các trang mạng nằm bên ngoài phạm vi thẩm quyền của Hoa Kỳ, bị tố cáo là vi phạm bản quyền hay tạo điều kiện cho các hoạt động vi phạm bản quyền. Sau khi trình ra lệnh của tòa án thì Bộ trưởng Tư pháp Hoa Kỳ có thể yêu cầu các nhà cung cấp dịch vụ internet, hệ thống quảng cáo, và các dịch vụ thanh lý tiền ở Hoa Kỳ đình chỉ việc giao thương với các trang mạng bị phát giác là vi phạm hình luật liên bang về sở hữu trí tuệ. Bộ trưởng Tư pháp cũng có thể ngăn chặn các trang mạng tìm kiếm trực tuyến không cho hiển thị các liên kết đến các trang mạng vi phạm.
Dư luật cũng thiết lập một kế hoạch gồm hai bước cho phép các chủ sở hữu trí tuệ đòi bồi thường nếu như họ bị một trang mạng vi phạm gây ra thiệt hại. Chủ sở hữu trí tuệ đầu tiên phải viết thông báo gởi đến các dịch vụ thanh lý tiền và các hệ thống quảng cáo về đích danh trạng mạng vi phạm. Sau đó đến lượt các dịch vụ và hệ thống này phải chuyển giao thông báo đó và đình chỉ các dịch vụ đối với trang mạng bị nêu đích danh trừ khi trang mạng đó đưa ra một thông báo phản bác cùng với cách giải thích rằng họ không vi phạm bản quyền. Chủ sở hữu trí tuệ sau đó có thể thưa kiện đòi bồi thường có giới hạn chống lại chủ trang mạng bị tố là vi phạm nếu một thông báo phản bác như thế được đưa ra hay nếu các dịch vụ thanh lý tiền hay dịch vụ quảng cáo không đình chỉ dịch vụ khi không có một thông báo phản bác nào từ trang mạng vi phạm được đưa ra.
Dự luật cung cấp quyền miễn trách nhiệm cho các hệ thống quảng cáo hay dịch vụ thanh lý nào tuân thủ dự luật này hay hành động tự nguyện chấm dứt liên hệ với các trang mạng như thế. Bất cứ chủ sở hữu bản quyền nào cố tình cáo buộc sai một trang mạng nào đó vi phạm bản quyền đều sẽ chịu trách nhiệm về thiệt hại mà mình gây ra. Phần thứ hai là gia tăng hình phạt đối với việc truyền tải Video trực tiếp, bán thuốc giả, quân nhu giả hay hàng tiêu dùng giả. Dự luật sẽ gia tăng hình phạt đối với việc trao đổi trực tuyến các nội dung được bảo hộ bản quyền (thí dụ như tải lên, tải xuống, hay phục vụ việc tải lên tải xuống các phim ảnh, phần mền) và những vi phạm khác về tài sản trí tuệ.
Vào cuối tháng 10, người đồng bảo trợ cho dự luật là Dân biểu Bob Goodlatte (Đảng Cộng hòa thuộc tiểu bang Virginia), chủ tịch Tiểu ban Tài sản Trí tuệ thuộc Ủy ban Tư pháp Hạ viện Hoa Kỳ nói với tờ The Hill rằng SOPA là một sự viết lại dự luật Thượng viện mà đề cập đến một số quan tâm của ngành công nghệ kỹ thuật trong đó ông có cho biết rằng dưới phiên bản luật của Hạ viện thì những chủ sở hữu bản quyền sẽ không thể thưa kiện trực tiếp các dịch vụ trung gian như trang mạng tìm kiếm trực tiếp nhằm ngăn chặn các trang mạng vi phạm bản quyền và thay vào đó là họ cần phải có sự chấp thuận của tòa án trước khi có hành động chống lại bên thứ ba.

## Dư luận
Những người ủng hộ dự luật cho rằng nó bảo vệ tài sản sở hữu trí tuệ và các ngành công nghệ tương ứng, thị trường việc làm và thu nhập liên quan, và nó là cần thiết để tăng cường việc thực thi các luật bản quyền, đặc biệt là đối với các website ở nước ngoài. Họ đưa ra các ví dụ như việc Google bị Bộ Tư pháp Hoa Kỳ phạt 500 triệu USD vì vai trò trong việc quảng cáo thuốc nhập khẩu trái phép từ các nhà thuốc tại Canada cho người tiêu dùng ở Hoa Kỳ.
Những người phản đối dự luật cho rằng nó vi phạm Tu chính án Thứ nhất của Hiến pháp, là kiểm duyệt Internet, sẽ làm tê liệt Internet, và làm đe dọa sự thổi còi cũng như các hành động tự do ngôn luận khác. Những người phản đối đã bắt đầu các hành động phản kháng, trong đó có việc viết thư kiến nghị, tẩy chay các công ty ủng hộ dự luật, và việc tạm ngưng hoạt động của một số công ty Internet lớn trùng với buổi điều trần của Quốc hội dự định tiếp theo về vấn đề này.

### Chính phủ Hoa Kỳ và giới chính trị
Mặc dù chính phủ Hoa Kỳ không thể trực tiếp can thiệp vào hoạt động tại Quốc hội, nhưng Tổng thống Hoa Kỳ và Tòa Bạch Ốc có dấu hiệu sẽ phủ quyết dự luật, và ra thông cáo bày tỏ đồng tình với phe chỉ trích các dự luật nói trên: "Trong khi chúng tôi cho rằng nạn vi phạm bản quyền trên các website nước ngoài là vấn đề nghiêm trọng cần có cách xử lý nghiêm minh bằng luật pháp, chúng tôi sẽ không ủng hộ các điều luật hạn chế quyền tự do ngôn luận, tăng nguy cơ an ninh mạng hoặc ngăn cản việc phát triển mạng internet sáng tạo và năng động trên toàn cầu".
Một nhóm các chính trị gia của cả hai đảng chính tại Hoa Kỳ đã đề nghị một dự luận thay thế SOPA mang tên là "Đạo luật Bảo vệ trực tuyến và thi hành Luật Thương mại kỹ thuật số" (Online Protection and Enforcement of Digital Trade Act, Đạo luật OPEN), đề xuất một số biện pháp cũng chống lại vi phạm bản quyền, nhưng không gây nguy hiểm cho sự tự do của Internet.

### Các công ty truyền thông, ghi hình và thu âm
Các hãng truyền thông và sản xuất phần mềm, phim điện ảnh, âm nhạc Mỹ, những người đặc biệt bị ảnh hưởng và thất thu nặng từ những sự lưu chuyền trái phép những sản phẩm ghi hình và ghi âm, ứng dụng của họ trên internet (đặc biệt từ những trang web bên ngoài nước Mỹ mà không cách gì ngăn chặn được), như Motion Picture Association of America, Hiệp hội Công nghiệp ghi âm Mỹ, đều ủng hộ dự luật này. Business Software Alliance, một tổ chức với các thành viên như Microsoft, Apple, Adobe, lúc đầu ủng hộ dự luật này, nhưng sau đó bày tỏ một số quan ngại.

### Các công ty Internet
Theo báo chí tường thuật, các công ty Internet như Google, Facebook và Amazon đang xem xét khả năng tạm thời đóng cửa hoàn toàn trang web của họ để phản đối. Tuy nhiên ban quản trị mạng Twitter từ chối tham gia. Wikipedia tiếng Anh đã "tắt đèn" (blackout) ngày 18 tháng 1 năm 2012 từ lúc 5 giờ GMT, có thể giảm thiểu hoạt động tại trang web của họ trong 24 giờ. Sáng lập viên Wikipedia, Jimmy Wales, nói với Đài BBC: "Những người cổ súy cho SOPA nói ai phản đối là muốn ủng hộ hoặc bảo vệ cho vi phạm bản quyền... Đó không phải là điểm chính. Điểm chính yếu là dự luật này quy định quá rộng và quá lỏng lẻo, có nguy cơ ảnh hưởng tới nhiều hoạt động không liên quan gì tới vi phạm bản quyền." 
Mặc dù dự luật chỉ giới hạn trong phạm vi lãnh thổ Mỹ và sự hạn chế truy cập internet chỉ ảnh hưởng trực tiếp đến những người tiêu dùng Mỹ nhưng đây lại là cộng đồng những người có sức tiêu thụ cao, có tỉ lệ người dùng mạng nhiều, và sẽ ảnh hưởng đến phần lớn doanh thu hoặc mức truy cập của các công ty internet. Việc này ảnh hưởng đến khả năng tài chính để duy trì hoạt động của các công ty, có thể gián tiếp dẫn đến việc hạn chế các dịch vụ rộng khắp toàn cầu của họ.

### Các tổ chức nhân quyền
Các tổ chức nhân quyền như Phóng viên không biên giới, Quỹ Biên giới Điện tử (Electronic Frontiers Foundation), Tổ chức theo dõi nhân quyền (Human Rights Watch), và Liên minh Tự do Dân sự Mỹ (ACLU) cũng phản đối dự luật này.

## Các bên ủng hộ dự luật SOPA

### Các nhà lập pháp
Dự luật Đình chỉ hoạt động vi phạm bản quyền trực tuyến được giới thiệu bởi đại diện Lamar Smith (R-TX) và được ủng hộ bởi Howard Berman(D-CA), Marsha Blackburn (R-TN), Mary Bono Mack (R-CA), Steve Chabot(R-OH), John Conyers (D-MI), Ted Deutch (D-FL), Elton Gallegly (R-CA), Bob Goodlatte (R-VA), Timothy Griffin (R-AR), Dennis A. Ross(R-FL), Adam Schiff (D-CA) và Lee Terry(R-NE). Nếu tính đến ngày 16/01/2012 đã có 31 người thuộc chính phủ ủng hộ dự luật này.

### Các công ty & tổ chức
Một số công ty, tổ chức ủng hộ dự luật bao gồm: Hiệp Hội Điện ảnh Hoa Kỳ, Hiệp Hội Ghi Âm Hoa Kỳ, Macmillan US, Viacom, Nike, L'Oréal và Acushnet.

## Các bên phản đối dự luật SOPA

### Các nhà lập pháp
Một số người chống đối dự luật như: Nancy Pelosi (D-CA), Darrell Issa (R-CA), Ron Paul (R-TX),...

### Các công ty & tổ chức
Có rất nhiều công ty & tổ chức phản đối dự luật SOPA bao gồm: Google, Yahoo!, YouTube, Facebook, Twitter, AOL, LinkedIn, eBay, Tập đoàn Mozilla, Roblox, Riot Games, Epic Games, Reddit, Wikipedia và tổ chức Wikimedia, Hội Phóng viên không biên giới, Hội Electronic Frontier (EFF), ACLU, và Tổ chức Theo Dõi Nhân quyền.

## Các cuộc biểu tình phản đối

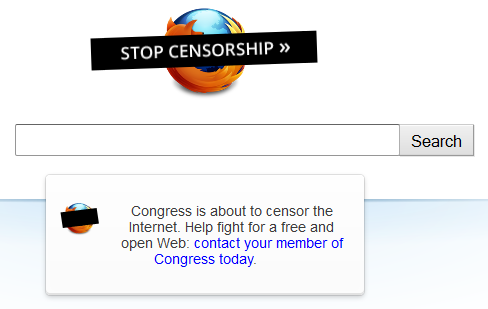
Logo của trình duyệt Mozilla biểu tình chống SOPA

Vào ngày 16/11/2011, Tumblr, Mozilla, Techdirt, Trung tâm Dân chủ và Công nghệ là một trong số nhiều công ty Internet tham gia biểu tình bằng cách tham dự ngày kiểm duyệt Mỹ (American Censorship Day). Các công ty cùng nhau che đi logo các website của mình bằng biểu ngữ màu đen với dòng chữ "NGƯNG KIỂM DUYỆT" (STOP CENSORSHIP).
Trong khi đó, Google cũng liên kết một bản kiến nghị trực tuyến với hơn 7 triệu chữ ký từ Hoa Kỳ.
Ông Markham Erickson, Giám đốc điều hành của NetCoalition, phát biểu với Fox News rằng "một số công ty đã có các cuộc trao đổi về [đóng cửa dịch vụ]" vào tuần trước  và thảo luận về các khả năng có thể lây lan đến các cửa hàng phương tiện truyền thông khác.
Trang web Ars Technica tuyên bố "Ngày chống đối SOPA" (SOPA Ressitance Day), ngừng đăng tải thông tin công nghệ và chỉ tập trung đăng tin về phong trào phản đối SOPA. Có tin một cuộc biểu tình cũng sẽ diễn ra ở San Francisco.

### Biểu tình kiểu "mất điện" tại website Wikipedia

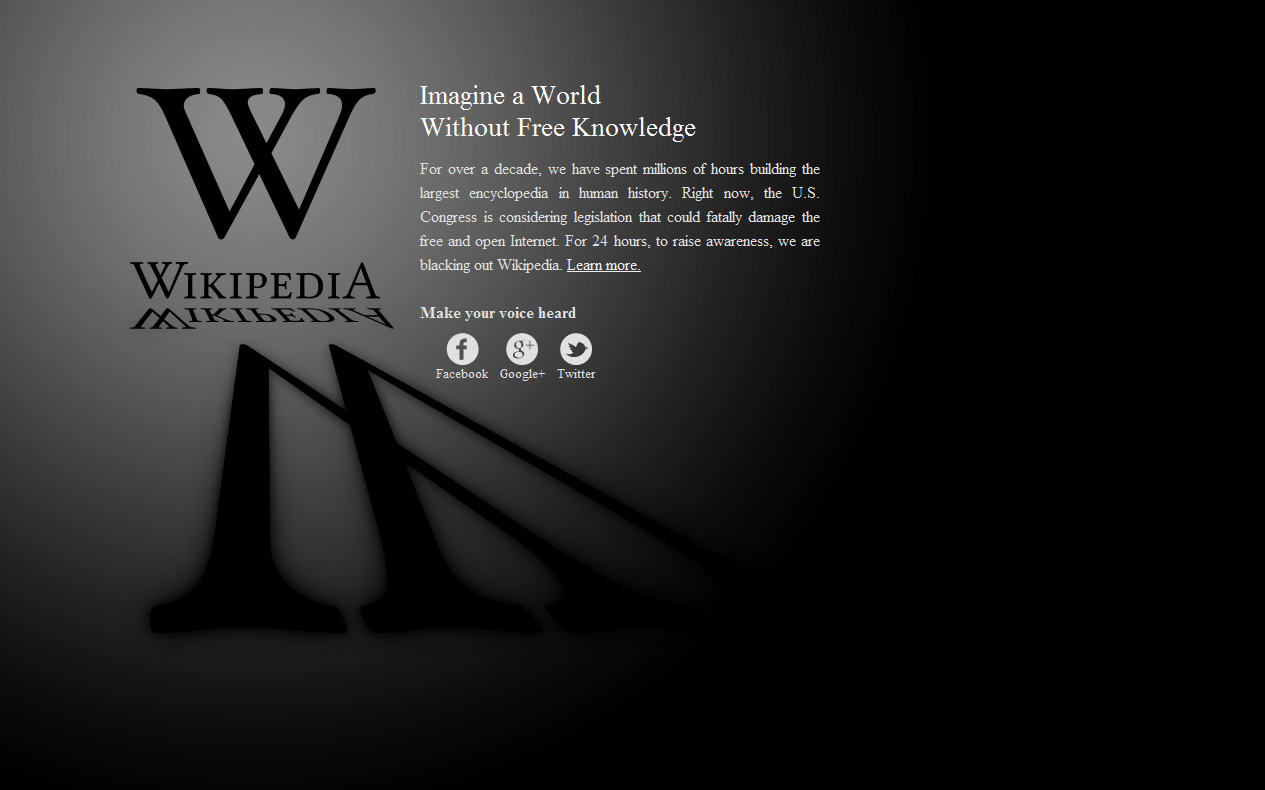
Trang Wikipedia Tiếng Anh biểu tình chống dự luật SOPA vào ngày 18/01/2012

Trang Wikipedia Tiếng Anh đã biểu tình bằng cách làm "mất điện" trong vòng 24 giờ từ ngày 18 đến ngày 19/01/2012. Ở mục bài viết, các trang web hiện thị tin nhắn phản đối SOPA và PIPA và hướng người dùng đến khẩu hiệu: "Hãy tưởng tượng một thế giới mà không có kiến thức tự do". Người ta ước tính vượt quá 160 triệu lượt người nhìn thấy biểu ngữ. Trước đó một tháng, ông Jimmy Wales, đồng sáng lập Wikipedia bắt đầu thảo luận với các biên tập viên về một sự cố khả năng "mất điện" kiến thức, cuộc phản đối dựa theo cảm hứng từ một chiến dịch thành công của Wikipedia tiếng Ý. Vào ngày 16 tháng 1, trang Wikipedia Tiếng Anh đưa thông báo về cuộc biểu tình "mất điện" sẽ được thực hiện trong vòng 24 giờ bắt đầu vào ngày 18 tháng 1.
Trang Daily Mail ước tính có 7000 nghìn website nhỏ tham gia vào cuộc biểu tình trong ngày và đăng tải một số loại văn bản phản đối pháp luật.
Chủ tịch Smith, người bảo trợ dự luật SOPA tại Hạ viện, xem sự kiện Wikipedia "mất điện" là "diễn viên đóng thế công khai" và phát biểu "Mỉa mai thay, trang web cống hiến dành để cung cấp kiến thức cho thế giới lại lan truyền sự hiểu biết sai lệch về SOPA". Ông Smith nhấn mạnh rằng: "SOPA sẽ không gây hại đến Wikipedia, các trang blog cũng như các trang mạng xã hội tại Mỹ".

### Biểu tình liên kết

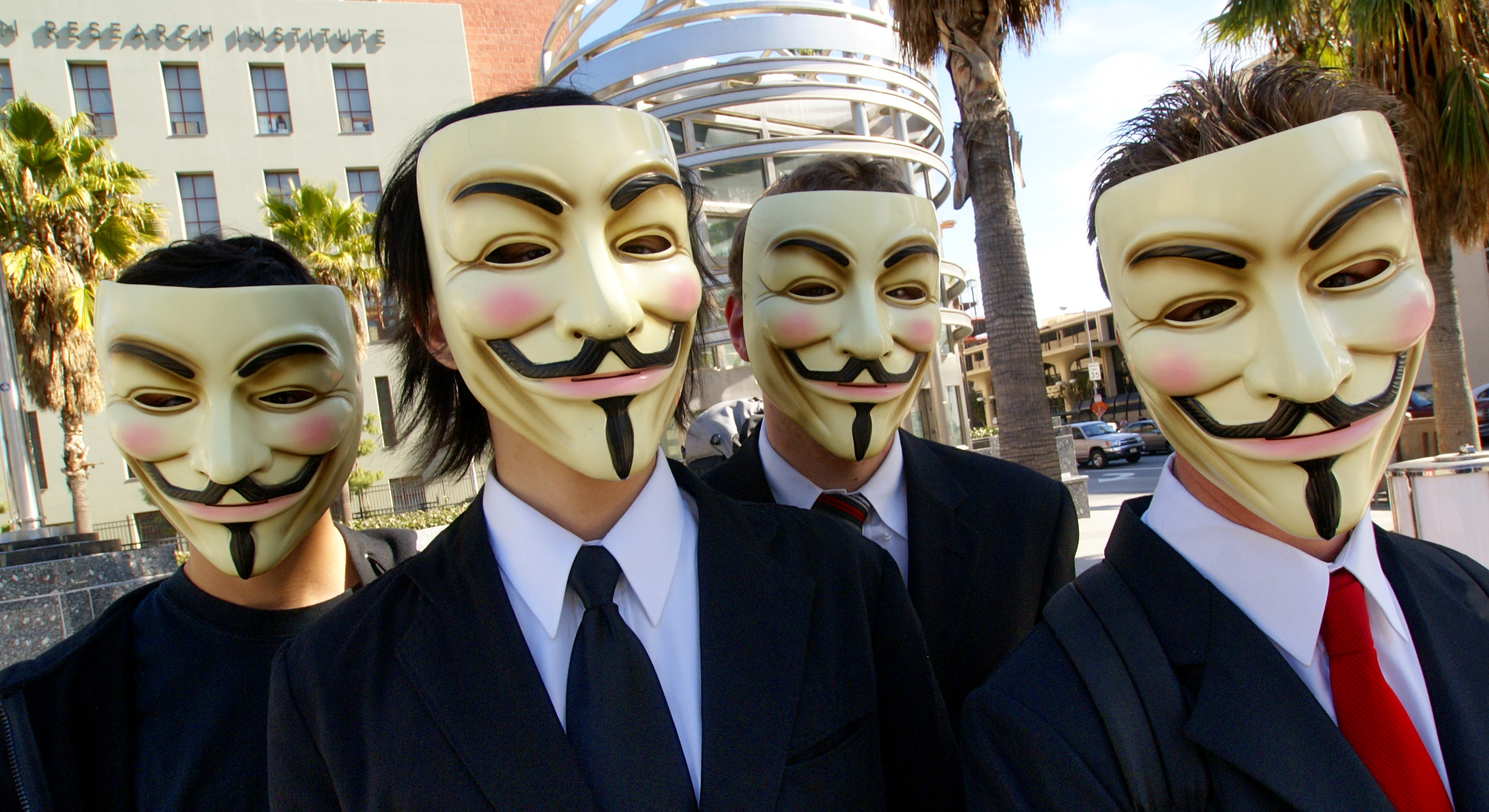
Nhóm biểu tình Anonymous mang mặt nạ

Vào ngày 19/1/2012, Megaupload, một website chuyên cung cấp dịch vụ chia sẻ dữ liệu, bị đóng cửa bởi Bộ Tư Pháp Mỹ và Cục Điều Tra Liên Bang Mỹ vì bị buộc tội tham gia thực hiện các hành vi vi phạm bản quyền, âm mưu tổ chức hoạt động rửa tiền. Điều này dẫn đến việc tổ chức hacker nổi tiếng thế giới Anonymous gọi đây là "cuộc tấn công đơn lẻ lớn nhất trong lịch sử Internet". Tổ chức này đã phát hành một video  được phát trên YouTube gửi đi thông điệp đến Nhà Trắng biểu lộ sự không hài lòng của mình về SOPA. Ông Barret Brown, người được xem như là người phát ngôn cho tổ chức Anonymous phát biểu trên kênh RT của Nga rằng "không thể có giây phút nào tệ hơn quan điểm của chính phủ như lúc này". Với các cuộc biểu tình chống SOPA trong vòng một ngày duy nhất, nhiều người dùng Internet đã ngày càng lan rộng phong trào phản kháng vì một thế giới Internet tự do.
Ông Barret Brown nói với RT rằng website Bộ Tư Pháp Mỹ bị đóng cửa trong vòng 70 phút sau khi bắt đầu sự tấn công của tổ chức này. Cuộc tấn công buộc hàng ngàn website ngưng hoạt động, bao gồm nhiều website thuộc về Bộ Tư Pháp Mỹ, tổ chức FBI, Liên đoàn Âm nhạc Mỹ, Hiệp hội Công nghiệp Ghi âm Hoa Kỳ (RIAA), Hiệp hội điện ảnh Hoa Kỳ (MPAA), và Broadcast Music, Inc. "Mặc dù SOPA chưa được thông qua, chính phủ liên bang vẫn luôn luôn có quyền hạn làm vài điều mà họ muốn. Đó là những gì có thể xảy ra nếu SOPA chưa được thông quan, chúng ta có thể hình dung được rằng nếu SOPA được thông qua thì tương lai sẽ như thế nào." Brown nhận xét "Một số nhà bình luận và quan sát đã khẳng định rằng việc FBI đóng cửa Megaupload để chứng minh rằng SOPA và PIPA là không cần thiết.
Mặc dù các hành động của Anonymous nhận được sự ủng hộ, tuy nhiên một nhà bình luận cho rằng việc tấn công từ chối dịch vụ (DDOS) của Anonymous vào các trang web chính phủ có thể tổn hại đến việc chống SOPA của công chúng.